# Czerkassy (rejon dawlekanowski)
Czerkassy (ros. Черкассы, baszk. Черкассы) – wieś (ros. деревня, trb. dieriewnia) w Baszkirii w rejonie dawlekanowskim. 1 stycznia 2009 r. wieś zamieszkiwała 1 osoba.